# Recopa Sudamericana 2010
La Recopa Sudamericana 2010 fue la decimoctava edición del torneo organizado por la Confederación Sudamericana de Fútbol, que enfrenta anualmente al campeón de la Copa Libertadores de América con el campeón de la Copa Sudamericana.
La disputaron Estudiantes de La Plata de Argentina, vencedor de la Copa Libertadores 2009, y la Liga de Quito de Ecuador, ganador de la Copa Sudamericana 2009. Ambos cuadros se enfrentaron en dos encuentros disputados los días 25 de agosto y 8 de septiembre de 2010, en los estadios Casa Blanca de Quito y Centenario José Luis Meiszner de Quilmes. El conjunto ecuatoriano, que ya había obtenido el título en el año anterior, retuvo el trofeo tras vencer a su rival con un marcador global de 2-1, gracias a la victoria obtenida en condición de local en el partido de ida y al empate sin tantos en la revancha.

## Equipos participantes
|  | Estudiantes (LP) |  | Bandera de Argentina |  | Campeón de la Copa Libertadores (2009) |
|  | Liga de Quito    |  | Bandera de Ecuador   |  | Campeón de la Copa Sudamericana (2009) |

## Sedes
| Quito                          | Quilmes                        |
| ------------------------------ | ------------------------------ |
| Estadio Casa Blanca            | Estadio Centenario             |
| Capacidad: 55 104 espectadores | Capacidad: 35 500 espectadores |
|                                |                                |

## Resultados
| Bandera de Argentina | vs. | Bandera de Ecuador |
| Estudiantes 1 0      | vs. | Liga de Quito 2 0  |

### Partido de ida
| 25 de agosto de 2010, 20:15 (UTC-5) | Liga de Quito  | 2:1 (2:1) | Estudiantes (LP) | Estadio Casa Blanca, Quito                                  |                                                             |
|                                     | Barcos 8', 17' |           | Rojo 12'         | Asistencia: 30 000 espectadores Árbitro(s): Roberto Silvera | Asistencia: 30 000 espectadores Árbitro(s): Roberto Silvera |

| 22         | POR        | Alexander Domínguez   |     |
| 5          | DEF        | Paúl Ambrosi          | 81' |
| 6          | DEF        | Jorge Guagua          |     |
| 13         | DEF        | Néicer Reasco         |     |
| 2          | DEF        | Norberto Araujo       |     |
| 14         | MED        | Diego Calderón        |     |
| 10         | MED        | Christian Lara        | 85' |
| 8          | MED        | Patricio Urrutia      |     |
| 15         | MED        | William Araujo        |     |
| 19         | DEL        | Juan Manuel Salgueiro | 65' |
| 16         | DEL        | Hernán Barcos         |     |
| Entrenador | Entrenador | Edgardo Bauza         |     |

| 12         | POR        | César Taborda        |     |
| 3          | DEF        | Facundo Roncaglia    |     |
| 16         | DEF        | Germán Ré            |     |
| 14         | DEF        | Gabriel Mercado      |     |
| 17         | DEF        | Federico Fernández   |     |
| 6          | DEF        | Marcos Rojo          |     |
| 11         | MED        | Juan Sebastián Verón |     |
| 22         | MED        | Rodrigo Braña        |     |
| 23         | MED        | Leandro Benítez      | 82' |
| 7          | MED        | Enzo Pérez           |     |
| 20         | DEL        | Leandro González     | 66' |
| Entrenador | Entrenador | Alejandro Sabella    |     |

| 7  | MED | Miller Bolaños | 65' |
| 21 | MED | Gonzalo Chila  | 81' |
| 20 | DEL | Carlos Luna    | 85' |

| 21 | MED | Carlos Auzqui  | 66'     |
| 5  | MED | Matías Sánchez | 82' 90' |
| 13 | DEL | Michael Hoyos  | 90'     |

| Anotado | 8'  | Hernán Barcos | 1:0 |
| Anotado | 17' | Hernán Barcos | 2:1 |

| Anotado | 12' | Marcos Rojo | 1:1 |

| Amonestado | 30' | Juan Manuel Salgueiro |
| Amonestado | 56' | Christian Lara        |
| Amonestado | 81' | Jorge Guagua          |

| Amonestado | 32' | Leandro Benítez |
| Amonestado | 38' | Rodrigo Braña   |
| Amonestado | 76' | Germán Ré       |

| Árbitro             | Roberto Silvera     |
| Árbitros asistentes | Carlos Pastorino    |
| Árbitros asistentes | Miguel Ángel Nievas |
| Cuarto árbitro      | Líber Prudente      |

| 22         | POR        | Alexander Domínguez   |     |
| 5          | DEF        | Paúl Ambrosi          | 81' |
| 6          | DEF        | Jorge Guagua          |     |
| 13         | DEF        | Néicer Reasco         |     |
| 2          | DEF        | Norberto Araujo       |     |
| 14         | MED        | Diego Calderón        |     |
| 10         | MED        | Christian Lara        | 85' |
| 8          | MED        | Patricio Urrutia      |     |
| 15         | MED        | William Araujo        |     |
| 19         | DEL        | Juan Manuel Salgueiro | 65' |
| 16         | DEL        | Hernán Barcos         |     |
| Entrenador | Entrenador | Edgardo Bauza         |     |

| 12         | POR        | César Taborda        |     |
| 3          | DEF        | Facundo Roncaglia    |     |
| 16         | DEF        | Germán Ré            |     |
| 14         | DEF        | Gabriel Mercado      |     |
| 17         | DEF        | Federico Fernández   |     |
| 6          | DEF        | Marcos Rojo          |     |
| 11         | MED        | Juan Sebastián Verón |     |
| 22         | MED        | Rodrigo Braña        |     |
| 23         | MED        | Leandro Benítez      | 82' |
| 7          | MED        | Enzo Pérez           |     |
| 20         | DEL        | Leandro González     | 66' |
| Entrenador | Entrenador | Alejandro Sabella    |     |

| 7  | MED | Miller Bolaños | 65' |
| 21 | MED | Gonzalo Chila  | 81' |
| 20 | DEL | Carlos Luna    | 85' |

| 21 | MED | Carlos Auzqui  | 66'     |
| 5  | MED | Matías Sánchez | 82' 90' |
| 13 | DEL | Michael Hoyos  | 90'     |

| Anotado | 8'  | Hernán Barcos | 1:0 |
| Anotado | 17' | Hernán Barcos | 2:1 |

| Anotado | 12' | Marcos Rojo | 1:1 |

| Amonestado | 30' | Juan Manuel Salgueiro |
| Amonestado | 56' | Christian Lara        |
| Amonestado | 81' | Jorge Guagua          |

| Amonestado | 32' | Leandro Benítez |
| Amonestado | 38' | Rodrigo Braña   |
| Amonestado | 76' | Germán Ré       |

| Árbitro             | Roberto Silvera     |
| Árbitros asistentes | Carlos Pastorino    |
| Árbitros asistentes | Miguel Ángel Nievas |
| Cuarto árbitro      | Líber Prudente      |

### Partido de vuelta
| 8 de septiembre de 2010, 21:15 (UTC-3) | Estudiantes (LP) | 0:0 | Liga de Quito | Estadio Centenario, Quilmes                              |  |
|                                        |                  |     |               | Asistencia: 24 000 espectadores Árbitro(s): Carlos Simon |  |

| 12         | POR        | César Taborda        |     |
| 16         | DEF        | Germán Ré            | 84' |
| 14         | DEF        | Gabriel Mercado      |     |
| 17         | DEF        | Federico Fernández   |     |
| 6          | DEF        | Marcos Rojo          |     |
| 11         | MED        | Juan Sebastián Verón |     |
| 22         | MED        | Rodrigo Braña        |     |
| 23         | MED        | Leandro Benítez      | 70' |
| 7          | MED        | Enzo Pérez           |     |
| 20         | DEL        | Leandro González     |     |
| 10         | DEL        | Gastón Fernández     | 45' |
| Entrenador | Entrenador | Alejandro Sabella    |     |

| 1          | POR        | José Francisco Cevallos |       |
| 5          | DEF        | Paúl Ambrosi            |       |
| 6          | DEF        | Jorge Guagua            |       |
| 4          | DEF        | Ulises de la Cruz       |       |
| 13         | DEF        | Néicer Reasco           |       |
| 2          | DEF        | Norberto Araujo         |       |
| 14         | MED        | Diego Calderón          |       |
| 8          | MED        | Patricio Urrutia        |       |
| 15         | MED        | William Araujo          | 90+2' |
| 16         | DEL        | Hernán Barcos           |       |
| 20         | DEL        | Carlos Luna             | 72'   |
| Entrenador | Entrenador | Edgardo Bauza           |       |

| 21 | DEL | Carlos Auzqui      | 45' |
| 8  | MED | Juan Pablo Pereyra | 70' |
| 19 | MED | Gabriel Peñalba    | 84' |

| 10 | MED | Christian Lara        | 72' 90+5' |
| 12 | MED | Gabriel Espinosa      | 90+2'     |
| 19 | DEL | Juan Manuel Salgueiro | 90+5'     |

| Amonestado | 20' | Marcos Rojo |

| Amonestado | 10' | William Araujo          |
| Amonestado | 24' | Diego Calderón          |
| Amonestado | 63' | José Francisco Cevallos |
| Amonestado | 90' | Paul Ambrosi            |

| Árbitro             | Carlos Simon            |
| Árbitros asistentes | Altemir Hausmann        |
| Árbitros asistentes | Roberto Braatz          |
| Cuarto árbitro      | Paulo César de Oliveira |

| 12         | POR        | César Taborda        |     |
| 16         | DEF        | Germán Ré            | 84' |
| 14         | DEF        | Gabriel Mercado      |     |
| 17         | DEF        | Federico Fernández   |     |
| 6          | DEF        | Marcos Rojo          |     |
| 11         | MED        | Juan Sebastián Verón |     |
| 22         | MED        | Rodrigo Braña        |     |
| 23         | MED        | Leandro Benítez      | 70' |
| 7          | MED        | Enzo Pérez           |     |
| 20         | DEL        | Leandro González     |     |
| 10         | DEL        | Gastón Fernández     | 45' |
| Entrenador | Entrenador | Alejandro Sabella    |     |

| 1          | POR        | José Francisco Cevallos |       |
| 5          | DEF        | Paúl Ambrosi            |       |
| 6          | DEF        | Jorge Guagua            |       |
| 4          | DEF        | Ulises de la Cruz       |       |
| 13         | DEF        | Néicer Reasco           |       |
| 2          | DEF        | Norberto Araujo         |       |
| 14         | MED        | Diego Calderón          |       |
| 8          | MED        | Patricio Urrutia        |       |
| 15         | MED        | William Araujo          | 90+2' |
| 16         | DEL        | Hernán Barcos           |       |
| 20         | DEL        | Carlos Luna             | 72'   |
| Entrenador | Entrenador | Edgardo Bauza           |       |

| 21 | DEL | Carlos Auzqui      | 45' |
| 8  | MED | Juan Pablo Pereyra | 70' |
| 19 | MED | Gabriel Peñalba    | 84' |

| 10 | MED | Christian Lara        | 72' 90+5' |
| 12 | MED | Gabriel Espinosa      | 90+2'     |
| 19 | DEL | Juan Manuel Salgueiro | 90+5'     |

| Amonestado | 20' | Marcos Rojo |

| Amonestado | 10' | William Araujo          |
| Amonestado | 24' | Diego Calderón          |
| Amonestado | 63' | José Francisco Cevallos |
| Amonestado | 90' | Paul Ambrosi            |

| Árbitro             | Carlos Simon            |
| Árbitros asistentes | Altemir Hausmann        |
| Árbitros asistentes | Roberto Braatz          |
| Cuarto árbitro      | Paulo César de Oliveira |

|                                  |
| Bandera de Ecuador               |
| Campeón Liga de Quito 2.º título |

## Repercusión
Parte del plantel de Liga de Quito campeón de este torneo fue el futbolista Ángel Cheme, quien entonces suplantaba la identidad de Gonzalo Chila. En el año 2020 el futbolista dijo públicamente que los dirigentes del club lo sabían previo a jugarse la Recopa, por tal razón Estudiantes de La Plata presentó un reclamo ante la CONMEBOL, sin embargo este fue desestimado.